# Barkóczi Balázs
Barkóczi Balázs (Budapest, 1980. június 25. –) tanár, politológus, politikus, országgyűlési képviselő, a Demokratikus Koalíció pártszóvivője.

## Fiatalkora
Édesanyja tanítónő, iskolaigazgató, édesapja nemesfém-megmunkáló, platinaműszerész. Egy idősebb fiútestvére van. 1998-ban érettségizett a zuglói Teleki Blanka Gimnáziumban, ahol később két évig magyartanárként is dolgozott. 
Osztálytársaival és gimnáziumi barátaival az iskolaévek alatt alapította meg a máig aktív Malacka és a TAhO zenekart. Akkoriban elsősorban iskolai rendezvényeken, házibulikon és vidéki alternatív klubokban léptek fel az 1980-as és 1990-es évek magyar underground-, new wave- és punk-slágereiből összeállított feldolgozásműsorukkal. A zene szeretete az érettségit követően is megmaradt, számtalan baráti zenekarban zenélt és zenél mind a mai napig basszusgitárosként és énekesként.

## Egyetem és munka
2004-ben magyar szakos bölcsész és tanári diplomát, 2007-ben politológusi diplomát szerzett. PhD tanulmányait 2012-ben summa cum laude abszolválta a Miskolci Egyetem Irodalomtudományi Doktori Iskoláján. Jelenleg az Eötvös Loránd Tudományegyetem mesterszakos hallgatója filozófia szakon.
Diplomái megszerzése után gimnáziumi magyartanárként, marketing-tanácsadóként, politikai tanácsadóként és politológusként dolgozott. Meghívott óraadóként az ELTE Társadalomtudományi karán politikai kommunikációból adott elő. 2008 és 2010 között a Magyar Progresszív Társaság mellett, a Generáció 2020 Egyesületnél dolgozott politológusként, ahol elsősorban választáselemzéssel, a politikai hálózatok kutatásával és a posztmodern politika sajátosságainak leírásával foglalkozott. Szövegíróként és online munkatársként részt vett az MSZP 2010-es országgyűlési, és az Együtt 2014-es országgyűlési és európai parlamenti kampányában. 2017 őszétől 2018 végéig az IDEA Intézet politikai elemzője.

## Politikai pályafutása
A kétezres évek eleje óta aktívan politizál. Több helyi és országos, valamint egyéni országgyűlési kampányban dolgozott szövegíróként, kommunikációs tanácsadóként, kampányfőnökként és kampányigazgatóként. 
Isaszegen 2006-ban, majd 2019-ben egyéni önkormányzati képviselővé választották. Képviselői munkájához fűződik többek közt a helyi klímavédelmi program, valamint a gyerekek nem kötelező védőoltásához nyújtott támogatási rendszer kidolgozása. A rendkívüli jogrend és a kormányzati elvonások bevezetésekor az elsők között mondott le tiszteletdíjáról lakóhelye polgárainak javára.
2019. augusztusa óta a Demokratikus Koalíció pártszóvivője. Rendszeres szereplője a tévécsatornák hírműsorainak és politikai vitaműsorainak. Az elmúlt években aktívan felemelte a szavát a közszolgáltatások leépítése, ezen belül a MÁV kormányzati ellehetetlenítése ellen. Oláh Lajos országgyűlési képviselőn keresztül írásbeli kérdést intézett Gulyás Gergelyhez az elővárosi vonatok járványhelyzet alatti zsúfoltságával és a fertőtlenítés elmaradásával, valamint Máger Andreához a megnőtt terhelésű elővárosi utak tisztításával és felújításával kapcsolatban. Keményen bírálta a kormány járványintézkedéseinek elmaradását, az oltási protokoll kidolgozatlanságát, az önkormányzatok megsarcolását. Részt vett a XV. kerületet sújtó kormányzati elvonásokat bemutató kampányban, ahol Gy. Németh Erzsébet főpolgármester-helyettessel és Mihály Gergő választókerületi elnökkel élesen bírálták a kerületi polgárokat súlyosan érintő 3,5 milliárdos megszorítást.
A 2021-es magyarországi ellenzéki előválasztáson a DK jelöltjeként győzött a rákospalotai választókerületben.

## Tevékenysége
Tagja a 2008-ban alapított, XV. kerületi székhelyű Rászorulókat Támogató Egyesületnek (RÁTE), akik lakóhelytől függetlenül ételosztással, segélycsomagokkal és más karitatív akciókkal igyekeznek segíteni a hozzájuk fordulóknak. Emellett aktívan támogat olyan sérültekkel és fogyatékosokkal foglalkozó lakóotthonokat és ápolóotthonokat, mint a péceli központú Egymást Segítő Egyesület. 2021. február elején Dobrev Klárával, az Európai Parlament DK-s alelnökével, Cserdiné Németh Angéla polgármesterrel és Hajdu Lászlóval, a XV. és IV. kerület DK-s országgyűlési képviselőjével védőruhákat adtak át a XV. kerületi Idősek klubjában a családi segítségnyújtásban résztvevő egészségügyi és szociális dolgozóknak. Szabadidejében szívesen olvas filozófiai műveket, ezen belül is elsősorban az analitikus etika és a kortárs metafizika problémái érdeklik. Emellett zenél, zongorán és basszusgitáron játszik.